# بنرمن (ویسکانسین)
بنرمن (به انگلیسی: Bannerman) یک منطقهٔ مسکونی در ایالات متحده آمریکا است که در Dakota واقع شده‌است. بنرمن ۲۴۹٫۹۴ متر بالاتر از سطح دریا واقع شده‌است.